# Belagerung von Nikäa (727)
Frühe Schlachten
Mu'ta – Tabūk – Dathin – Firaz
Arabische Eroberung der Levante
Qartin – Bosra – Adschnadain – Mardsch ar-Rahit – Fahl – Damaskus – Mardsch ad-Dibadsch – Emesa – Jarmuk – Jerusalem – Hazir – Aleppo
Arabische Eroberung Ägyptens 
Heliopolis – Alexandria – Nikiou
Umayyadische Eroberung Nordafrikas
Sufetula – Vescera – Karthago
Umayyadidische Invasion Anatoliens
 und Konstantinopels
Eiserne Brücke – Germanikeia – 1. Konstantinopel – Sebastopolis – Tyana – 2. Konstantinopel – Nikäa – Akroinon
Arabisch-byzantinischer Grenzkrieg
Kamacha – Kopidnadon – Krasos – Anzen und Amorion – Mauropotamos – Lalakaon – Bathys Ryax
Sizilien und Süditalien
1. Syrakus – 2. Syrakus – Feldzüge des Maniakes
Byzantinischer Gegenschlag
Marasch – Raban – Andrassos – Feldzüge des Nikephoros Phokas – Feldzüge des Johannes Tzimiskes – Orontes – Feldzüge Basileios’ II. – Azaz
Seeoperationen
Phoinix – Muslimische Eroberung Kretas – Thasos – Damiette – Thessalonike – Byzantinische Rückeroberung Kretas
Die Belagerung von Nikäa von 727 war ein erfolgloser Versuch der Umayyaden, die byzantinische Stadt Nikäa, die Hauptstadt des Themas von Opsikion, zu erobern. Nach vierzig Tagen Belagerung brachen die Araber den Versuch ab und kehrten in das Kalifat zurück. Die erfolgreiche Verteidigung half dem Kaiser Leo III. bei der Durchsetzung seiner ikonoklastischen Politik.